# 戈爾迪奇峰
戈爾迪奇峰（英語：Goldich Crest），是南極洲的山峰，位於維多利亞地，屬於奧林匹斯山脈的一部分，海拔高度1,700米，在2004年由美國南極名稱諮詢委員命名，現時由南極條約體系管理。